# Palmenhaus (Lednice)

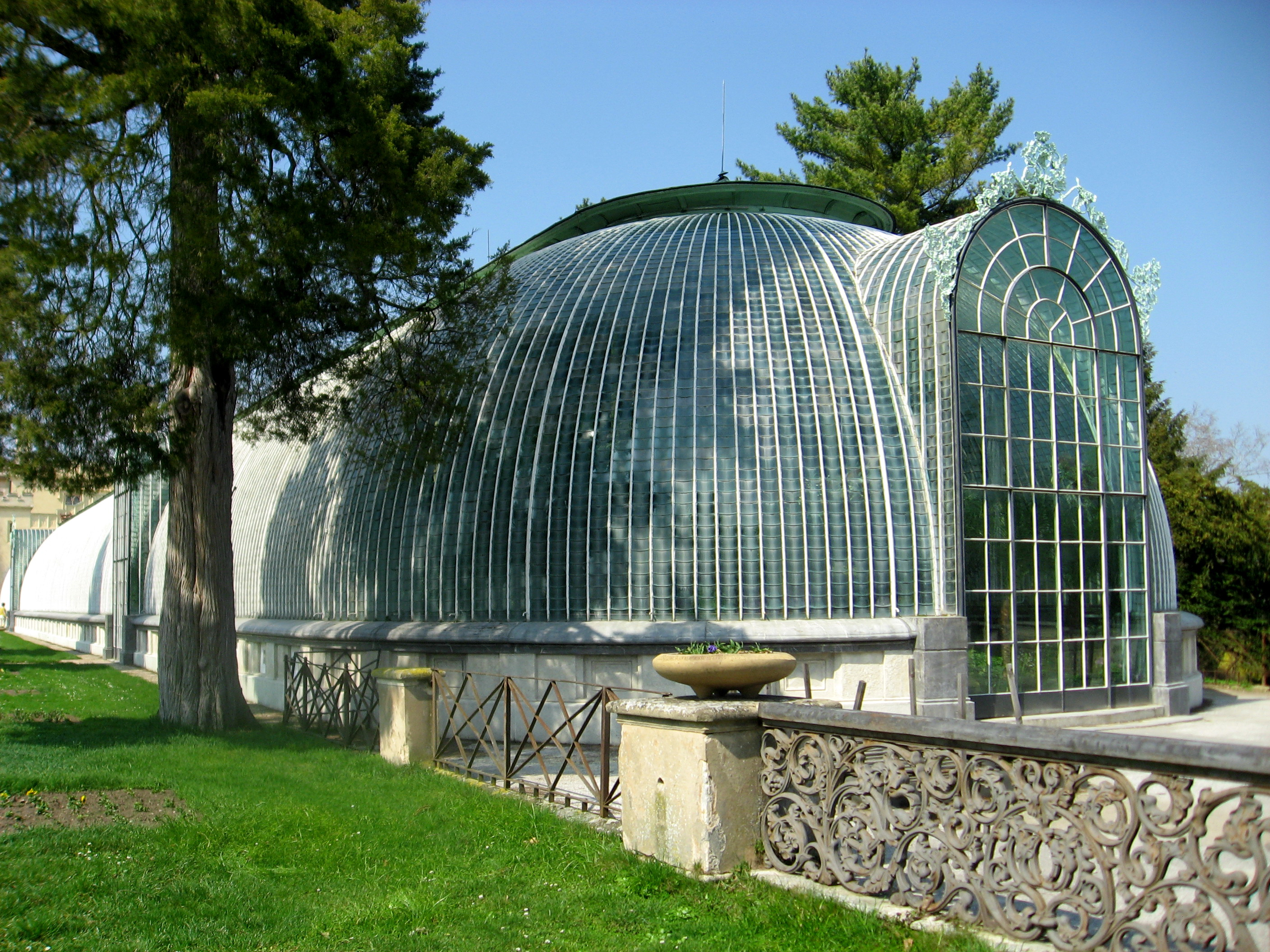
Östliches Ende

Das Palmenhaus des Schlosses Lednice (tschechisch: Zahrádka pod palmou) ist eine mächtige Gusseisen-Konstruktion von 90 m Länge. Zusammen mit dem Schloss Lednice (deutsch Eisgrub) ist es Bestandteil des UNESCO-Welterbes Kulturlandschaft Lednice-Valtice.

## Geografische Lage

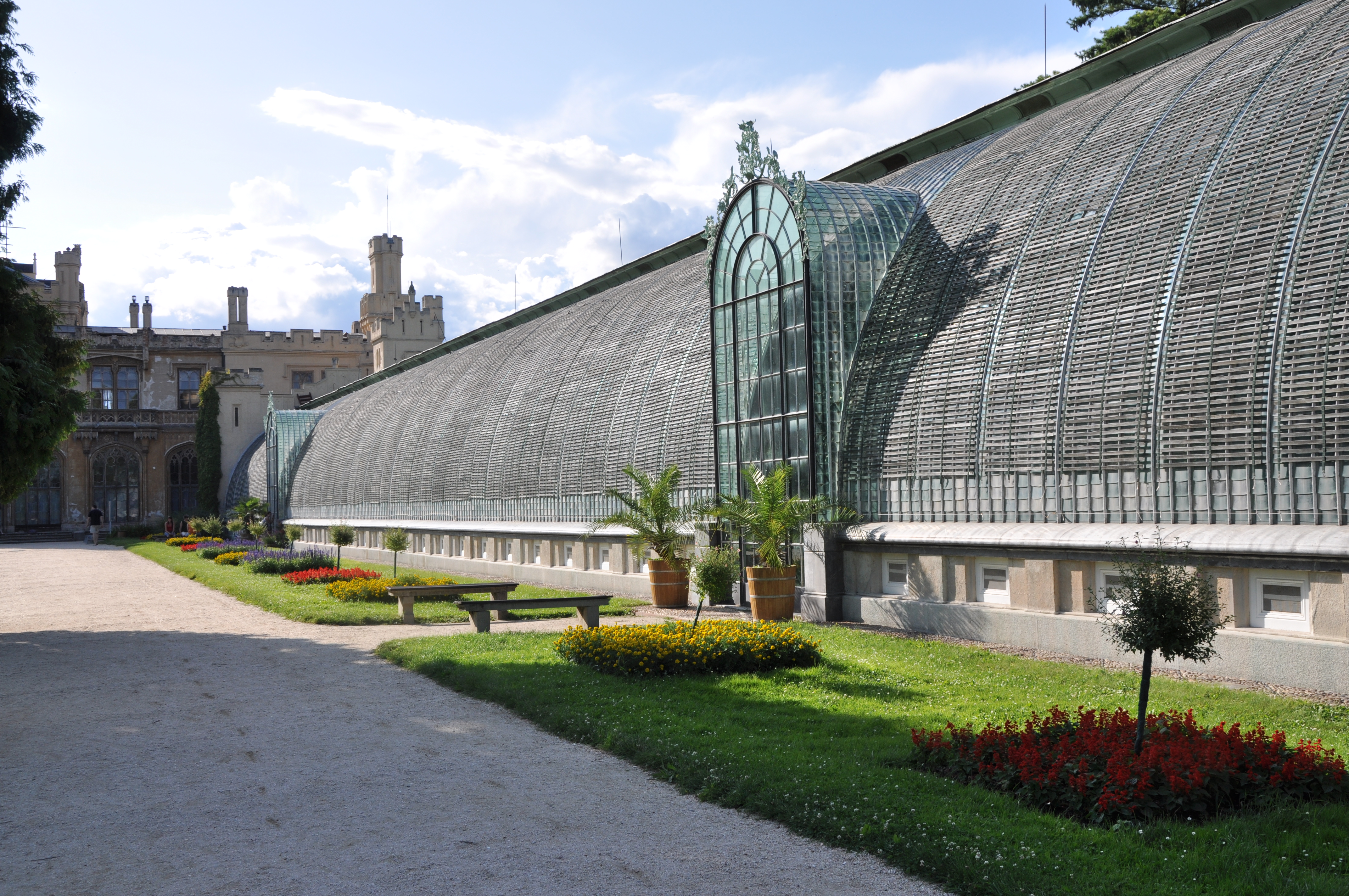
Südseite

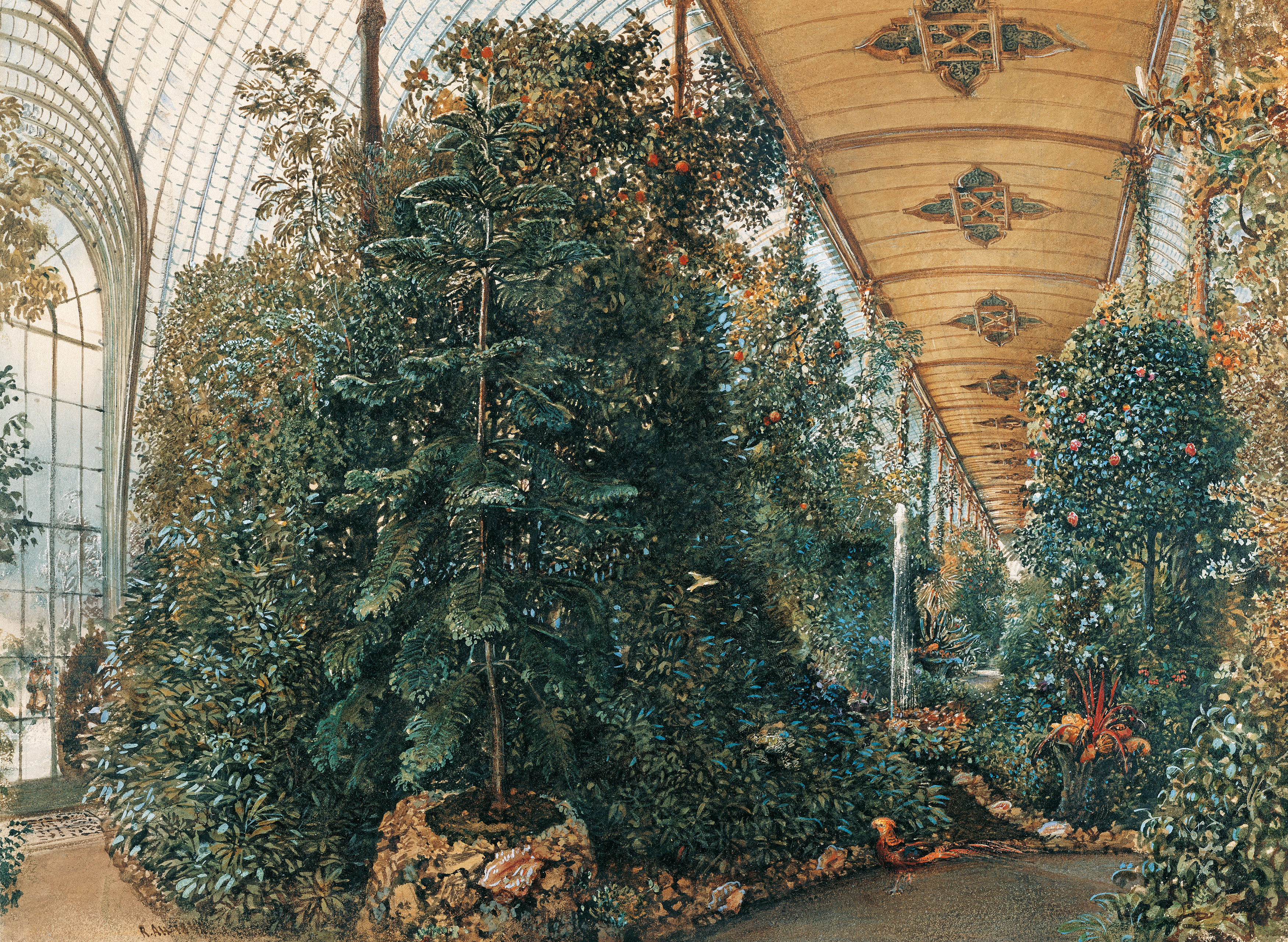
Ansicht von 1842 (Aquarell von Rudolf von Alt)

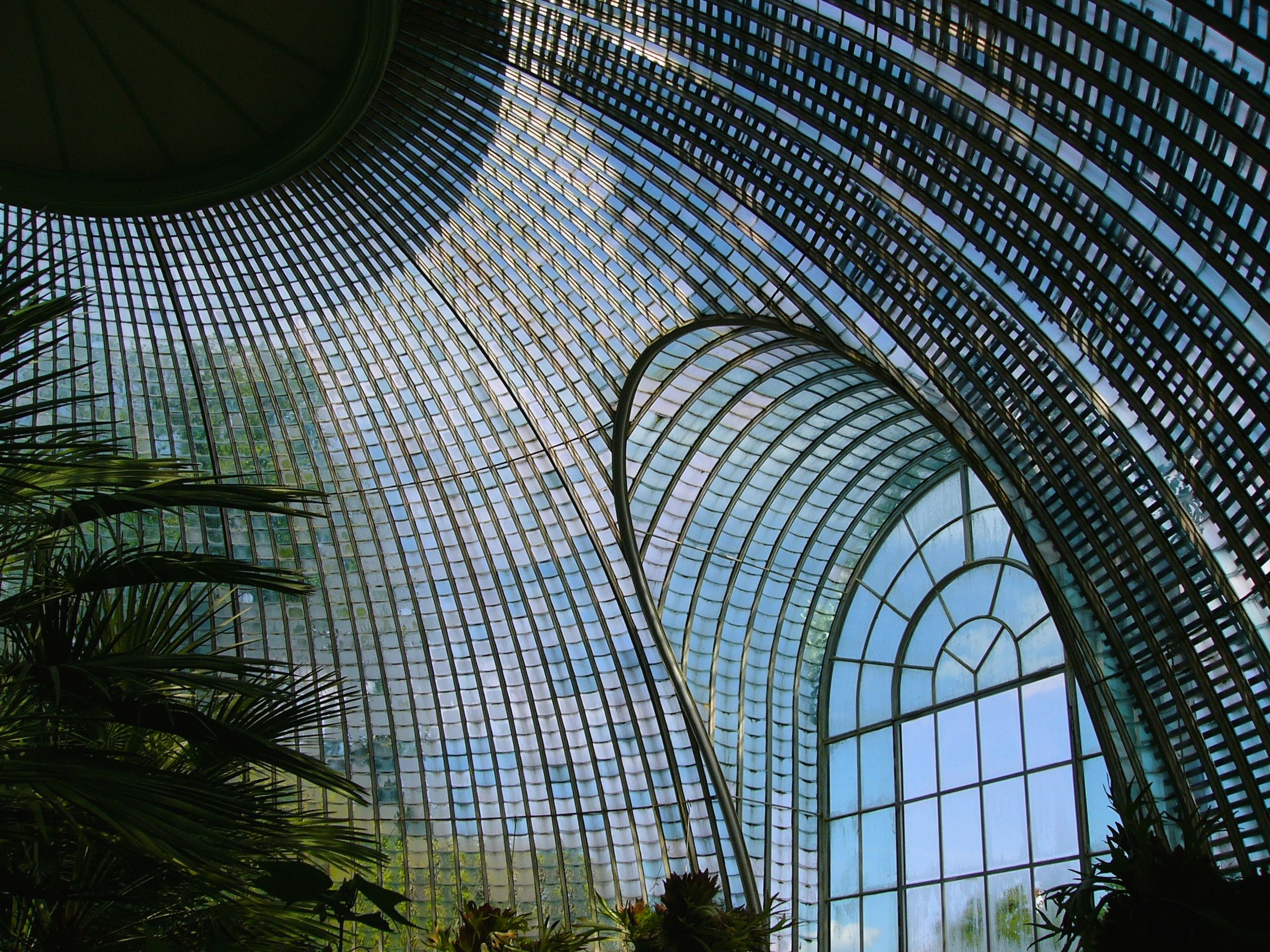
Ostseite, innen

Das Palmenhaus liegt an dem durch die Liechtensteiner errichteten Schloss Lednice und wurde im Zuge von Umbauarbeiten an dem Schloss von 1846 bis 1858 mit diesem baulich verbunden.

## Geschichte

### Vorgeschichte: Die Orangerie
Eine erste Orangerie wurde beim damaligen barocken Schloss 1642 errichtet. Sie diente vor allem dem Überwintern von Zitruspflanzen. Sie stand an der gleichen Stelle und hatte etwa die gleichen Ausmaße wie das heutige Palmenhaus. Das erste Gebäude wurde 1655 durch einen Neubau an gleicher Stelle nach einem Vorbild in Salzburg errichtet. Dieses Gebäude erlitt 1726 einen Brandschaden, wurde wieder hergerichtet und 1752 erneut saniert.

### Das Palmenhaus
Ab 1837 arbeitete der Architekt Peter Hubert Desvignes für Fürst Alois II. von Liechtenstein. Alois II. orientierte sich – im Gegensatz zu seinen nach Frankreich orientierten Vorgängern – kulturell nach Großbritannien. Alois II. beauftragte Desvignes mit einem Entwurf für eine neue Orangerie. Dieser fertigte einen konventionellen Entwurf, ein gemauertes Gebäude, dass nur entlang der Südseite voll verglast war. Der Fürst war damit nicht zufrieden und beauftragte seinen – mit englischen Verhältnissen ebenfalls vertrauten – Architekten Georg Wingelmüller mit der Planung. Dieser entwarf eine – damals hoch moderne – Gusseisen-Glas-Konstruktion mit einer Länge von 90 m, wobei er sich auf von John Claudius Loudon veröffentlichte Entwürfe stützte. Das Glashaus war bei seinem Bau 1843–1845 das größte der Welt. Das Glashaus in Kew Gardens folgte erst 1848, das in Schönbrunn 1882.
Nach der Verstaatlichung des Liechtensteiner Eigentums durch die Tschechoslowakei wurde das Palmenhaus ab 1951 von der Höheren Obst- und Gartenbauschule Lednice (heute: Mendel-Universität Brünn) genutzt, die Bepflanzung deren Bedürfnissen für Forschungs- und Unterrichtszwecke angepasst. Zwischen 1996 und 2002 wurden das Gebäude und die Bepflanzung in den Zustand um 1930 zurück rekonstruiert. Dabei gehören alle Großpflanzen zum ursprünglichen Bestand, der Unterwuchs dagegen besteht aus neuen Pflanzen.

## Gebäude
Die Gusseisen-Glas-Konstruktion mit einer Länge von 90 m ist unterkellert. Der Keller hat Lichtschächte und dient zum Überwintern von Pflanzen, die im Sommer das Gartenparterre zieren. Der Hauptsaal im Erdgeschoss ist dreischiffig. Die beiden die Schiffe trennenden Arkaden werden von 22 Säulen in der Form von Bambusstangen gebildet. Sie bestehen aus einem Eisenkern mit einer Gusseisen-Ummantelung.
Die Rundum-Verglasung des Gebäudes besteht aus Glasplatten, die sich wie Schuppen übereinander legen. Die Glaswände der beiden äußeren Schiffe wölben sich nach innen bis zu den Kapitellen der Säulen. Das Mittelschiff hat eine konventionelle Bedeckung und ist nicht verglast. Der Boden des Palmenhauses wurde mit Naturasphalt, der aus Albanien beschafft wurde, abgedichtet. Es ist eine der frühesten Verwendungen dieses damals hier neuen Baustoffes in Mitteleuropa.
Die Bepflanzung des Palmenhauses war als tropischer Garten angelegt. Um die Pflege der Pflanzen zu erleichtern, handelte es sich allerdings durchgängig um Topfpflanzen, die aber im Boden versenkt wurden, so dass die Eichenbottiche, in denen sie wuchsen, nicht zu sehen waren.
Sowohl der Blumensaal als auch der Rauchersalon des Schlosses schließen unmittelbar das Palmenhaus an. Diese Raumdisposition diente auch dazu, die anschließenden Räume mit wertvoller Holzausstattung gegen die Feuchtigkeit des Palmenhauses abzupuffern.

## Wissenswert
Das Palmenhaus gilt, seit es mit dem Schloss baulich verbunden wurde, als „der größte Wintergarten der Welt“.